# Abandonadas Hijas de María Inmaculada
La Compañía de las Abandonadas Hijas de María Inmaculada, también conocida como Compañía de la Virgen (oficialmente en italiano: Compagnia delle Dimesse Figlie di Maria Immacolata) es una congregación religiosa católica femenina, de vida apostólica y de derecho pontificio, fundada por el religioso italiano Antonio Pagani, en Vicenza, en 1579. A las religiosas de este instituto se les conoce como hermanas abandonadas y posponen a sus nombres las siglas F.M.I.

## Historia

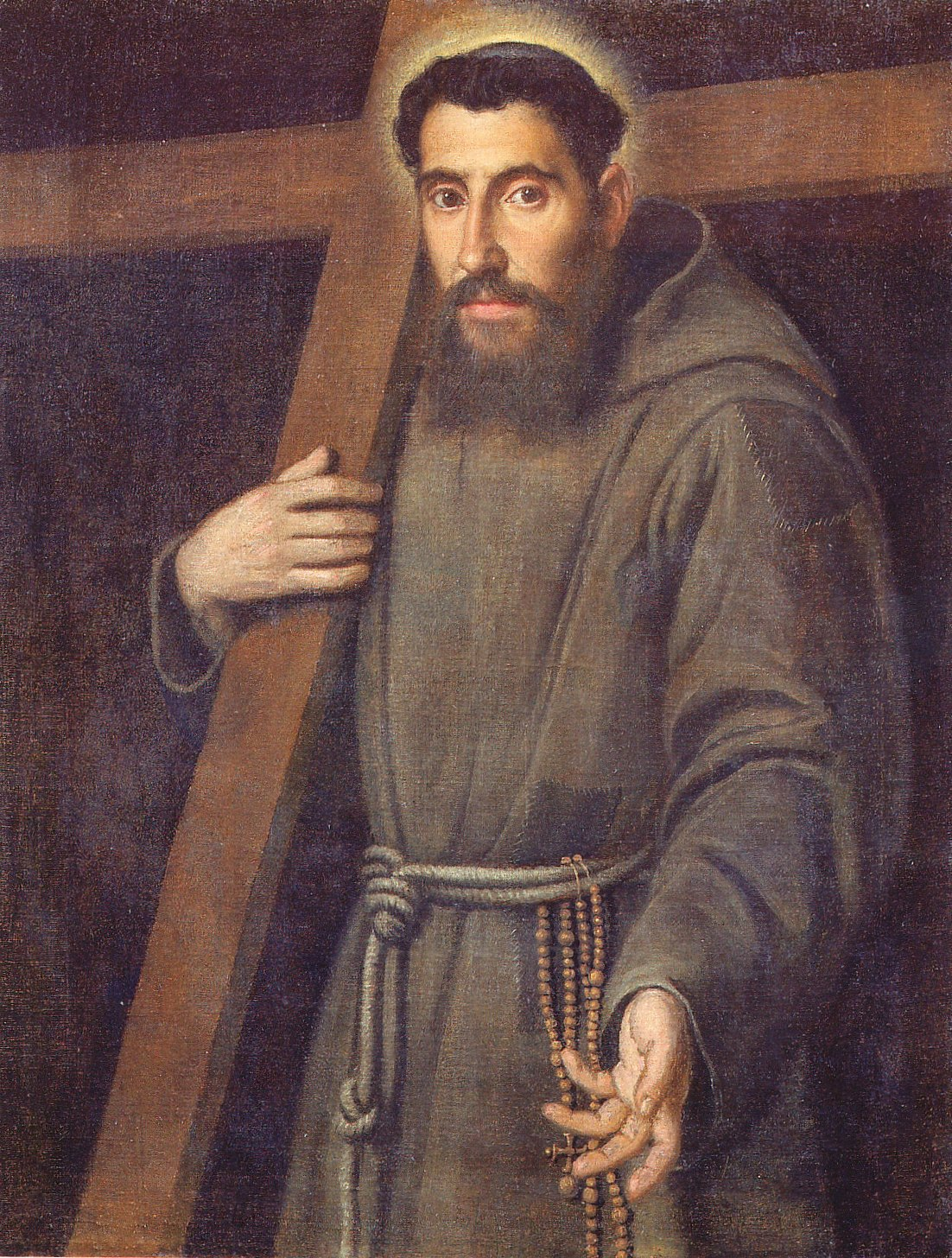
Antonio Pagani (1526-1589), fundador de la Compañía de las Abandonas.

Antonio Pagani, religioso de los franciscanos observantes, del convento de San Biaggio, dio origen a una congregación de mujeres adscritas a la Tercera Orden de San Francisco, en 1579, en la ciudad de Vicenza Italia. Con la aprobación diocesana, en 1584, el obispo de Vicenza, Michele Priuli, las independizó de la Tercera Orden Franciscana, convirtiéndolas en una asociación secular, con el nombre de Compañía de las Abandonadas de la Virgen. Estas mujeres consagradas no emitían los votos, pero vivían en comunidad haciendo vida contemplativa y de vez en cuando salían del convento para visitar enfermos, acoger a las mujeres abandonadas y dedicarse a la catequesis.
La compañía se difundió rápidamente por la República de Venecia, sin embargo, cada comunidad mantenía su independencia. A las supresiones napoleónicas solo sobrevivieron las comunidades de Udine y de Padua. Las de Udine decidieron abrazar la vida religiosa, abandonando el estado secular, convirtiéndose en una congregación de votos temporales en 1901. Las de Padua hicieron lo mismo en 1905. El papa Pío XII, mediante decretum laudis, del 19 de noviembre de 1956, elevó el instituto de Udine a congregación religiosa de derecho pontificio; mientras que el de Padua permaneció como congregación de derecho diocesano, hasta que el cardenal Ildebrando Antoniutti sancionó la unión de las dos congregaciones en 1966.

## Organización
La Compañía de las Abandonadas Hijas de María Inmaculada es un instituto religioso de derecho pontificio, internacional y centralizado, cuyo gobierno es ejercido por una superiora general. La sede central se encuentra en Torreglia (Italia).
Las hermanas abandonadas se dedican a diversas obras sociales y a la educación e instrucción cristianas de la juventud, además administran casas para retiros espirituales y de acogida. En 2015, el instituto contaba con 356 religiosas y 63 comunidades, presentes en Brasil, Italia, India, Kenia y Tanzania.